# 多米尼加议会
多米尼加共和国议会（西班牙語：Congreso de la República Dominicana）是多米尼加的国家立法机关。多米尼加议会实行两院制，由多米尼加共和国参议院和多米尼加共和国众议院组成。每届议会任期4年。多米尼加议会在议会宫办公。